# (5244) Anfíloco
(5244) Anfíloco es un asteroide que forma parte de los asteroides troyanos de Júpiter, descubierto el 29 de septiembre de 1973 por Cornelis Johannes van Houten en conjunto a su esposa también astrónoma Ingrid van Houten-Groeneveld y el astrónomo Tom Gehrels desde el Observatorio del Monte Palomar, Estados Unidos.

## Designación y nombre
Designado provisionalmente como 1973 SQ1. Fue nombrado Anfíloco en homenaje a Anfíloco, hijo del rey de Argos Anfiarao, al igual que su padre podía predecir el futuro. Cuando la flota griega partió de Troya, fue advertido por una visión, y en el último momento antes de que el barco partiera, saltó a la orilla. De esta manera, salvó su vida y vivió junto con Kalchas en Asia Menor.

## Características orbitales
Anfíloco está situado a una distancia media del Sol de 5,172 ua, pudiendo alejarse hasta 5,316 ua y acercarse hasta 5,027 ua. Su excentricidad es 0,027 y la inclinación orbital 6,155 grados. Emplea 4296,29 días en completar una órbita alrededor del Sol.

## Características físicas
La magnitud absoluta de Anfíloco es 10,5. Tiene 37 km de diámetro y su albedo se estima en 0,091.